# Johann I. (Osnabrück)
Johann I. († 13. Juli 1110 im Kloster Iburg) war von 1101 bis 1110 Bischof von Osnabrück.

## Leben
Johanns Herkunft ist nicht genau bekannt. Er wurde von dem früheren Bischof Benno II. gefördert. Nach dem Tod von Wicho II. wurde er zum Bischof von Osnabrück gewählt. Noch zu Lebzeiten seines Vorgängers war der Dom zu Osnabrück im Jahr 1100 durch ein Feuer zerstört worden. Unter Johann begann der Neubau des Gebäudes. Nach sechs Jahren war der Bau so weit fertiggestellt, dass im Dom wieder Gottesdienste abgehalten werden konnten. Vom Kloster Iburg ließ Johann I. auch die Reliquien des Doms wieder nach Osnabrück zurückbringen. Er selbst residierte in Iburg und hat dem Kloster verschiedene Schenkungen gemacht. Er war beim Streit zwischen Heinrich IV. und Heinrich V. Anhänger des letzteren. Im Jahr 1107 ist er am kaiserlichen Hof in Mainz bezeugt. Obwohl er in Kloster Iburg bestattet werden wollte, wurde Johann im Dom zu Osnabrück beerdigt.